# Me voy (canción de RBD)
«Me voy» es un sencillo del grupo musical mexicano RBD, sacado del disco Nuestro Amor. Esta canción es un cover de la canción «Gone» de la cantante estadounidense Kelly Clarkson.
- Datos: Q5644865